# Фекличев, Владимир Георгиевич
Владимир Георгиевич Фе́кличев (1933, Москва, СССР — 1999) — советский учёный-минералог, доктор геолого-минералогических наук, изобретатель приборов, популяризатор науки, поэт-лирик и композитор-любитель. В честь него был назван минерал фекличевит.

## Биография
Родился 30 июня 1933 года в городе Москве. Военные годы вместе с семьей провёл в Сибири, куда была сослана его бабушка-немка.
В 1951 году окончил среднюю школу № 554 в Москве.
В 1957 году окончил геологический факультет МГУ, выпускник кафедры петрографии. Занимался по расширенной программе, кроме занятий по кафедре петрографии прошел спецкурс по кафедре геохимии и минералогии, а также дополнительный курс по количественному анализу на кафедре аналитической химии. Был одним из инициаторов и организатором научного студенческого журнала геологического факультета. Отказался от дипломной темы, предложенной кафедрой и работал индивидуально, делая дипломную работу по инициативной теме. Возникший из-за этого конфликт с В. С. Коптев-Дворниковым не позволил остаться на кафедре.
в 1957—1995 годах работал — младшим и старшим научным сотрудником в Институте минералогии, геохимии и кристаллохимии редких элементов (ИМГРЭ) АН СССР.
- В 1966 году защитил кандидатскую диссертацию по морфологии, составу и структуре кристаллов Берилла[5].
- В 1978 году защитил докторскую диссертацию по теме «Диагностика минералов: теория, методика, автоматизация»[6].

С 1995 года работал ведущим научным сотрудником Геологического музея им. В. В. Ершова, Московский государственный горный университет.
Область научных интересов:
- химический состав и физические свойства минералов и кристаллов, их морфология; диагностика минералов и информационные системы в геологии;
- разработка кристаллооптических методов изучения минералов, исследованием их морфологии под микроскопом. Усовершенствовал методику оптических исследований, изобрел и внедрил новые приборы, из которых два — ППМ-1 и ППМ-2 изготовлялись серийно;
- экологические проблемы и роль минералов в геоэкологии; современные минеральные образования городов и рудников (золоотвалов, терриконов, хвостохранилищ; скопления биоминералов и ядовитых веществ).

Районы его работ охватывали: Кольский полуостров, Урал, Кавказ, Средняя Азия, Алтай, Тува, Прибайкалье и Забайкалье, Хабаровский край и Дальневосточное Приморье, откуда он собрал коллекцию минералов для Геологического музея имени В. В. Ершова.
Скончался в Москве в 1999 году (уточнить дату).

## Членство в организациях
- Московское общество испытателей природы
- Всесоюзное минералогическое общество

## Память
В его честь назван один из минералов ряда эвдиалита — фекличевит.